# Csárdás
La csárdás o csárda o czardas, detta in italiano ciarda, è una danza popolare ed un genere musicale ungherese. I due sono tra loro strettamente legati, con un'introduzione lenta, ma espressiva ed un finale dal ritmo incalzante e frenetico. La ciarda si è diffusa a partire dalla prima metà del XIX secolo e il termine deriva dall'ungherese csárdás che significa «dell'osteria»; trattasi in effetti di un ballo originariamente danzato principalmente in tali locali.
È caratterizzata da:
- metro binario (2/4) fortemente sincopato
- introduzione lenta e patetica
- continuazione selvaggia e sfrenata

Fu inserita diffusamente da Franz Liszt nelle sue composizioni pianistiche e da Johannes Brahms nelle Danze ungheresi. Celebri anche la csárdás composta da Pëtr Il'ič Čajkovskij per il terzo atto del Lago dei cigni e quella di Johann Strauss per l'operetta Il Pipistrello.

## Csárdás famose
- Danza ungherese n. 1 in Sol minore (della Csárdás), J. Brahms
- Csárdás, Vittorio Monti (Violino e Pianoforte)
- Csárdás aus "Ritter Pasman" op.441, Johann Strauss II
- Danza ungherese, da Il lago dei cigni, Tchaikovsky